# Zeche Lehnbank
Die Zeche Lehnbank war ein Steinkohlenbergwerk im Sprockhöveler Stadtteil Haßlinghausen-Scheven. Die Zeche war auch unter den Namen Zeche Lehn Banck, Zeche Leenbank oder Zeche Lehmbanck bekannt. Das Bergwerk befand sich im nördlichen Bereich, parallel zur heutigen Zechenstraße. Das Bergwerk war in der Haßlinghauser Mulde auf dem Gegenflügel der Zeche Feldgesbank in Betrieb.

## Geschichte

### Die Anfänge
Das Bergwerk wurde bereits im Jahr 1650 in den Unterlagen genannt. Am 1. Juni des Jahres 1671 erfolgte die Belehnung, später gehörte das Grubenfeld zur Zeche Scherenberg. In den Jahren 1737 und 1739 war das Bergwerk nachweislich in Betrieb. In den Jahren 1754 und 1755 wurde ein tiefer Erbstollen aufgefahren, dieser Erbstollen diente auch zur Lösung der Zeche Eggerbank. Im Jahr 1765 war ein Schacht in Betrieb, bei dem für die Förderung eine Winde verwendet wurde. Ab dem Jahr 1775 wurde das Bergwerk Zeche Lehnbank & Striepen genannt. Im Jahr 1782 wurde das Bergwerk durch den schlesischen Bergdirektor Friedrich Wilhelm Graf von Reden befahren. Zum Zeitpunkt der Befahrung war das Bergwerk bereits zum dritten Mal durch einen Stollen gelöst worden. Allerdings handelte es sich bei diesem Stollen noch nicht um den Tiefen Stock und Scherenberger Erbstollen, sondern um den Stock und Scherenberger Stollen. Dieser Stollen brachte der Zeche Lehnbank eine wasserfreie Bauhöhe von bis zu 15 Lachtern.
Im Jahr 1783 waren die Schächte 7 und 8 in Förderung. Beide Schächte waren im tiefsten Punkt durch einen Querschlag miteinander verbunden. Der Kohlenabbau erfolgte im Flöz Mausegatt. Am 3. Juli des Jahres 1784 wurde das Bergwerk durch den Leiter des märkischen Bergreviers, den Freiherrn vom Stein, befahren. Die Zeche Lehnbank war eines von vier Bergwerken, welches vom Stein an diesem Tag auf seiner achtzehntägigen Reise durch das märkische Bergrevier befuhr. Zum Zeitpunkt der Befahrung wurden drei Örter aufgefahren, die teilweise noch nicht durchschlägig waren. Vom Stein machte in seinem Protokoll Angaben über den Zustand des Bergwerks und die Leistung und die Bezahlung der dort beschäftigten Bergleute. Im Jahr 1796 gehörte das Bergwerk zur Zeche Stock & Scherenberg Hauptgrube und war im Feld Lehnbank in Betrieb. Im selben Jahr waren die Schächte Caspar, Balster und Melchior in Betrieb. Ab dem Jahr 1796 gehörte das Bergwerk zum Befahrungsrevier des Obersteigers Hilgenstock.

### Der weitere Betrieb
Im Jahr 1800 wurde das Feld Lehnbank stillgelegt, auf dem Feld Striepen waren die Schächte Arnd und Weber in Betrieb. Im Jahr 1805 waren die Schächte Abraham, Caspar, Catharina, Marcus, Lucas, Friederica und Jacob in Förderung. Im Jahr 1810 waren die Schächte Caroline und Meserach in Betrieb. Im Jahr 1815 war im Bereich des Oberstollens der Schacht Sybilla in Betrieb, im Bereich des tiefen Stollens waren die Schächte Adam, Caroline, Doris, Justus und Maria Catharina in Betrieb. Im Dezember des Jahres 1819 wurde das Grubenfeld Scherenberg altes Werk übernommen. Im darauf folgenden Jahr waren die Schächte Rosa und Friedrich Wilhelm sowie ein weiterer, namentlich nicht benannter, Luftschacht in Betrieb. Im März des Jahres 1821 wurde die Zeche Lehnbank zusammen mit weiteren Bergwerken zusammengefasst zur Zeche Stock & Scherenberg Hauptgrube.

## Förderung und Belegschaft
Die ersten Förder- und Belegschaftszahlen stammen aus dem Jahr 1781, damals wurde eine Förderung von 3313 Tonnen Steinkohle erbracht. Die Belegschaftsstärke lag in diesem Jahr bei 60 Bergleuten. Im Jahr 1805 wurden 4200 Tonnen Steinkohle gefördert, dies war die höchste Jahresförderung des Bergwerks. Die letzten bekannten Förderzahlen des Bergwerks stammen aus dem Jahr 1808, es wurden 3060 Tonnen Steinkohle abgebaut.